# أكورجال
أكورجال «سليل الجبل العظيم» بالسومرية ) هو الملك الثاني (إنسي) ينحدر من سلالة لكش الأولى . حيث كانت فترة حكمه قصيرة نسبيًا في اوائل من القرن 25 ق م . (حوالي 2464ق.م الى 2455 ق.م)، خلال فترة السلالات القديمة . وكان يخلف والده أور-نانشي ، مؤسس السلالة، ويحل محله ابنه إاناتوم.
لا يُعرف معلومات عن اكورجال سوى القليل جدًا عن فترة حكمه حيث يذكر ذلك ستة نقوش اثرية فقط. ويذكر أحدهم أنه بنى أنتاسورا نينجيرسو. خلال فترة حكمه وقع صراع حدودي بين لكش والأمة . بعد ذلك حُكمة من قبل مسليم لوغال من كيش الذي رسم الحدود بين دولتين وفقًا لقول عشتاران، الذي تم الاحتجاج به كوسيط بين المدينتين.

## الملاحظات والمراجع
1. ↑  Garelli, Paul (1997). Le Proche-Orient Asiatique, Vol. 1: Des Origines aux Invasions des Peuples de la Mer (بالفرنسية). Presses universitaires de France. p. 456. ISBN:978-2130475279.
2. ↑  Frayne, Douglas l (2004). Pre-Sargonic Period: Early Periods, Volume 1 : The Royal Inscriptions of Mesopotamia (بالإنجليزية). University of Toronto Press. p. 384. ISBN:978-0802035868.

## فهرس
- جورج رو، بلاد ما بين النهرين ، سيويل، كول. " نقاط القصة »، 1995 (طبعة جديدة)(ردمك 2-02-023636-2) .
- Edwards, I. E. S.; Gadd, C. J.; Hammond, N. G. L. (1971). The Cambridge Ancient History (بالإنجليزية). Cambridge University Press. Vol. 2. p. 1080. ISBN:978-0521077910.